# 伊藤祐奈
伊藤 祐奈（いとう ゆうな、1995年8月15日 - ）は、日本の女性起業家、アイドルプロデューサー、司会者、元タレントであり、女性アイドルグループ・アイドリング!!!の元メンバー。株式会社TKMK、および&IDOL株式会社代表取締役。 香川県生まれ、東京都育ち。夫はプロ野球選手の北村拓己。2児の母。

## 略歴
香川県高松市に生まれ、小学校入学前に東京都に転居。そのため、出身地は東京都としている。
2009年、当時のリーダー・遠藤舞に憧れ、アイドリング!!!4期生オーディションに応募。4期候補生15名のうちの1人に選出された。
2010年
1月に行われた『アイドリング!!! 7thライブ 人生=修行ナリング!!!』においてお披露目。
3月、最終審査『アイドリング!!! 4期生ファイナルオーディショング!!!』において正式に4期生に選出される。選出後、遠藤らが所属するボックスコーポレーションに所属。

### アイドリング!!!時代（2010年 - 2015年）
4月、アイドリング!!!23号として活動を始める。
10月、バラエティ番組『BOX TV』にレギュラー出演。
2011年
7月、5人主演ドラマ『シークレットガールズ』に出演。その主演メンバーの朝日奈央・橋本楓・冨田真由・三橋奈波と共にアイドルグループ「シークレットガールズ」を結成。役名「Liz☆」として、CDリリースやライブ活動を展開した。
9月、舞台『ゴジラ』で舞台デビュー。1st写真集『ゆうなのゆっ。』を刊行。
10月、1stイメージビデオ『ゆうなのなっ。』をリリース。
2012年
4月、情報番組『GirlsNews〜アイドル』にレギュラーMCで出演。
2013年
2月、ドラマ『アイドルマン』に出演。
6月、出演舞台『レプリカ』が上演。
8月、同年7月に加入したアイドリング!!!新メンバーと、アイドルユニット「アイドリングNEO」を結成。
10月、2ndイメージビデオ『With Yuna!!!』をリリース。
11月、アイドリングNEOの冠番組『NEO殿talk night』のレギュラー放送開始。
12月、冠番組『ゆうかおのそこまでゆうかぉ!』の放送開始。
2014年
1月、冠番組『ゆうかお プレミアム放送』を開始。
4月、大学に進学。
7月、バラエティ番組『古坂大魔王のカツアゲ!』にレギュラー出演。冠番組『伊藤祐奈 プレミアム放送』を開始。活動中のアイドリングNEOが「NEO fromアイドリング!!!」と改名。
10月、出演舞台『Pirates of the Desert 2』が上演。アイドリング!!!定期ライブにて「伊藤祐奈プロデュース公演」を開催する。
12月、3rdイメージビデオ『How are you?』をリリース。
2015年 アイドリング!!!卒業
3月、4月5日に開催するライブイベントの出演を最後にアイドリング!!!の卒業と、その後の芸能界引退を表明。
4月、豊洲PITで開催したライブフェス『アイドリング!!!FES 2015』に参加。本公演をもってアイドリング!!!およびNEO fromアイドリング!!!を卒業。
5月、出演映画『原宿デニール』が上映。
8月、20歳の誕生日に、ファン感謝企画を兼ねたアイドル卒業記念イベント『ゆな旅』を実施。当イベントをもって芸能活動を終了した。

### 起業家に転身（2016年 - 2019年）
2016年
12月、イベントプロデュース・キャスティング系の株式会社「TKMK」を設立。
2017年
1月、アイドリング!!!の元プロデューサー・門澤清太の担当番組『鎧美女』に客演し、約1年半ぶりにメディアに登場。これはタレント名義では最後の仕事と明言し、起業家への転身を公表。
2月、広告企業マイナビのWEBサイトにてコラム連載開始。タレントプロデュース事業開始を公表。
3月、DMMオンラインサロンを開設。更に5月から同コラム連載開始。
4月、初のプロデュースが、自社発の女性アイドルグループ「TOY SMILEY」に決定する。
8月、主催イベントにて生誕祭を企画。
9月、DMMオンラインサロン発のレギュラー番組を担当。
10月、プロデュースに携わるTOY SMILEYがシングルデビュー。
2018年
2月、サイバーエージェント傘下CA Young Lab「Hi School研究室」室長に就任。
5月、プロジェクト「&IDOL」実行委員会を合同で立ち上げ、総合プロデューサーに就任。
8月、同上のイベントにて、アイドリング!!!の元同僚・後藤郁と約4年ぶりの共演。前年に続く生誕祭を開催。月末、プロジェクト「&IDOL」を株式会社として改めて設立し、代表取締役CEOに就任。
9月、アイドリング!!!の元同僚である長野せりなの芸能生活20周年記念イベントにプロデュースで協力し、同元同僚の尾島知佳と共に客演した。
2019年
4月、後藤郁と共同でのイベント「YKプロジェクト」を開始。

### 結婚以降（2020年 - ）
2020年1月、当時読売巨人軍選手の北村拓己と結婚。同年8月4日、第1子女児を出産。後日、正式に結婚と出産を報告した。
同年10月、古巣アイドリング!!!最後の同窓会番組『バカリズム特番』に参加。
2022年12月、第2子女児の出産をSNSで報告。
2024年10月、長野せりなの30歳の誕生日を祝したイベントを企画・出演した。
2025年8月15日、第3子妊娠を報告。

## 人物
血液型はA型。趣味はカラオケ、お菓子作り、古着屋巡り。特技は腹話術、関節が柔らかい。たこ焼きが大好物で、多い時には週3回は食べる。また、自宅にたこ焼き器が4台あり、たこ焼きパーティーを行うこともある。アイドル好きである。合気道、テコンドーを習った経験がある。得意技は小手降ろし。
父母は医療系に従事。実兄は作曲・編曲家の伊藤和馬。
愛犬はトイプードルシルバーの「ソフィー｣。
小学校入学前に東京に転居したため、出身地は便宜上東京都としているが、問われた場合には生まれ故郷の香川県出身だと普段は答えている。
起業家に転身
アイドリング!!!卒業後、アイドルのセカンドキャリアを模索し、社会に出る経験を積むため一般職でアルバイトの日々を送る。語学学校にも通い、大学在学中にカナダのバンクーバーへ2か月間の語学留学。そこでの体験から起業をイメージするようになり、帰国後の2016年末に自費を投じて会社を設立した。本人は「裏方から芸能関係の仕事も携わっていきたいです。特に、アイドル達が卒業した後のセカンドキャリアを支援したいです」と述べている。
株式会社TKMKを設立
社名は"トキメキ"をローマ字でもじったもの。事業内容はイベントプロデュースやキャスティングを中心に、いわゆるコンサルティング的営業を主体としている。また自社発の企画として、タレント（アイドル）プロデュースも展開している。自身の個人活動としては、主に司会業を務めている。

### エピソード
2012年4月から1年間、「GirlsNews〜アイドル」のMCを担当、2012年9月に発行された女性アイドルのフリーペーパー「iDolspot 特別号」の責任編集長にも就任している。TOKYO IDOL FESTIVAL2012で共演したのが縁で、さくら学院の中元すず香卒業に際してコメントを寄せている。
ブログや「イマつぶ」において、「ブログさん」「DSさん」などと何にでも「さん」づけをしたり、「あでゅ。」「あちゃも。」「ふにゃん。」といった独特の言い回しをすることが多かった。

### アイドリング!!!関連
4期生
アイドリング!!!ナンバーは23号、イメージフラワーは「デージー」。歴代メンバーの内、倉田瑠夏・尾島知佳・野元愛・後藤郁と同期で、グループには5年間在籍し、シングル12枚・アルバム3枚参加などの実績を残している。レギュラー番組『アイドリング!!!』にも同期間600回以上出演した。
アイドルになりたくて一般から加入した初のメンバーで、アイドリング!!!4期生オーディションが初めての応募だった。所属事務所は合格後に決まった。加入前から尊敬するメンバーとして遠藤舞の名を挙げているが、2012年には、自分が男だったら付き合いたいメンバーは外岡えりか、自分が女で彼氏にしたいのは遠藤であると語っている。
愛称 / キャラクター
愛称は名前通りに「ゆうな」。後輩メンバーもほぼ「ゆうな（ちゃん）」と呼ぶ。特定のメンバーは「あちゃも」と呼ぶこともある。プロ意識の高さをメンバーが冗談交じりに評価して「伊藤プロ」と呼んだり、常にポジションの中心に居座ろうとする所から「センター伊藤」と揶揄されることもあった。
元からアイドルを志望して加入してきた経緯があり、アイドルとしてのプロ意識は非常に高かった。例えばイベントなどでは、ファンへの対応に定評がある。番組内では、社交性が高く八方美人的でお調子者な所があり、歪な動作やダンスでおどけることも多かった。また、2014年ごろからアイドリング!!!MCバカリズムによって、グループ内で最もルックスが良いと主張するキャラ付けがされていた。
メンバーとの関係
歴代メンバーの内、遠藤舞・外岡えりか・長野せりな・石田佳蓮・佐藤麗奈とは、同じ事務所に所属していた。元メンバー後藤郁・野元愛とは高校時代の同級生でもあり、同い年の関谷真由もアイドリング!!!加入後、同じ高校に転入している。
同期の後藤郁は親友で、「ゆうかお」のコンビ名で共演した冠番組も持っていた。2013年に結成した「アイドリングNEO」でも同僚となり、リーダーに定着した自身を傍らから支えてくれている。後藤がグループの卒業をメンバーに公表した際にも、自身だけは事前に承知を得ていた。
同事務所だった石田は事務所の所属時期が自身より早い（2009年）が、アイドリング!!!では後輩（5期生）となり年下であることから石田のことを妹のように扱うことがある。2人は、2014年・2015年と2年連続で年明けをユニバーサル・スタジオ・ジャパンで迎えている。
グループ加入当初なかなか馴染めなかった自分に、よく親しく接してくれた先輩メンバーは菊地亜美であった。番組でも親しい様子を、よく見せていた。菊地がグループを卒業した際には、これまでの感謝の念を述べている。
その他
2013年に入って、4期・5期生の中でセンターポジションを取ることが多かった。先輩の菊地は「4期・5期の間では、リーダー的立ち位置」と評しており、アイドリングNEOでもリーダー的存在を期待されての加入と報道されている。
テコンドーを習った経験から、『アイドリング!!!』企画「ケツを蹴られたい男が決める! ケツ蹴りアイドリング!!! No.1決定戦」では、テコンドー仕込みのキックで番組AD植松の尻を蹴り決勝まで進んだが、キックボクシング経験のある野元に敗れた。その後の2013年9月には、空手の有段者である佐藤ミケーラ倭子との異種格闘技戦を、バカリズムから提案されている。

#### アイドリング!!!卒業
2015年3月6日に開催した、NEO fromアイドリング!!!の定期公演の場で、翌月開催するライブイベントをもってのグループ卒業を表明した。本人は大学に在学中で学業も関係しており、相当の苦悩があったようで「頭が割れるくらい沢山考えました。将来の事と20歳のビジョンを考え、次のステップに進む準備の為に卒業を決めました」と述べている。後年には「卒業日は同年夏の誕生日時期を要望し、運営側に伝えていました。その時舞台裏では『アイドリング!!!』番組終了の検討プランが進行しており、結果希望は叶わなかったです。春公演か、秋の最終公演の二択しか選択肢がなく、悩んだ末 前者を選びました」と明かしている。
卒業は急遽決まったため、慣例的な卒業企画も予定していなく、充てられたライブイベント『アイドリング!!!FES 2015』も本来は卒業公演の場とする筈ではなかった。メンバーに卒業意思を伝えたのも、表明の2、3日前であった。卒業日の1週間前には、長野せりなの卒業公演を控えていた事情もあり、あまりにも急転直下な展開に戸惑うメンバーが多く、同期の倉田瑠夏も取り乱してしまったことを明かしている。
卒業公演
2015年4月5日、『アイドリング!!!FES 2015』の出演を最後にグループを卒業した。まずは急遽なタイミングで卒業に至った点について謝意を示し、同年10月末にグループが活動終了する話がなければ、本心としては「8月の二十歳の誕生日に卒業したかった」と明かしている。また、いま居る世界とは違う道を進むため「次へのステップに使う半年が、みんなとは違うものになると思い、このFESで卒業を決めました」と理解を求めた。そして、一般素人の身からアイドルタレントとして育ててくれたファンや関係者に、感謝の念を述べている。
卒業のセレモニーでは、同期の倉田瑠夏・尾島知佳とこれまでのわだかまりを解消した。倉田は伊藤に対し、容姿や実力を評価しながらも羨んでいた本音を漏らしている。尾島は「絶対仲良くなれない」と思っていた当初の感情を以前に明かしていた。伊藤は同期メンバー5名の内、後藤郁とは親友であったが、あとの3人とは必ずしも結束した間柄とは言えなかった。伊藤自身は社交的で、相手に気遣いや奉仕ができるタイプであったが、自分の内面を晒すことがほとんどなく、掴みどころのない面があった。卒業前の企画で倉田と尾島は伊藤について「本心を何も語ってくれなかった。互いに何でも話せる仲になりたかったです」と述べていた。伊藤自身は「人に本音を伝えるのが下手で、誰かに頼る前に自己処理するから」と釈明し「もっと甘えればよかった」と語っている。

#### NEO fromアイドリング!!!
2013年8月、アイドリング!!!の派生ユニット・アイドリングNEO（NEO fromアイドリング!!!）にメンバーとして参加し、初代リーダーを務めた。シングル3枚とコラボユニット参加などの実績を残している。
メンバーとの関係
後輩メンバーの面倒見が良く、変化を察知してフォローしたり、率先して後輩の相談事を受けていた。本人は「自分が新人の時、先輩達から受けた奉仕を後輩にお返ししているだけ。誰かが助力しないと成り立たないことを学んだ」と述べている。
NEO期メンバー達は伊藤の印象について「アイドリング!!!内でもポテンシャルが高く、仕事には厳しい」と評している。
ユニット卒業
アイドリング!!!卒業と同時に、同ユニットも卒業となった。NEOメンバーに卒業意思を伝えたのは、卒業表明した定期公演でのリハーサルの時で、みんな放心状態になったという。ユニット結成時唯一の先輩であったため、メンバーの衝撃は非常に大きいものであった。卒業表明した同公演後のコメントで「グループでやり残したことはなく、悔いもないです」と語っている。最後の舞台『アイドリング!!!FES 2015』で、ユニットが持つ全曲を熱唱し、卒業に花を添えた。

## 作品

### イメージビデオ
BD
- ゆうなのなっ。 (2011年10月19日、ポニーキャニオン)

DVD
- With Yuna!!! (2013年10月24日、イーネット・フロンティア)
- How are you? (2014年12月3日、イーネット・フロンティア)

### 写真集
- ゆうなのゆっ。 (2011年9月15日、東京ニュース通信社)

その他
- PHOTORE[フォトレ] vol.6 伊藤祐奈 (2012年3月8日、東京ニュース通信社)

## 出演

### テレビ
レギュラー・特別出演
- アイドリング!!! (2010年4月 - 2015年3月、フジテレビワンツーネクスト)
- アイドリング!!!日記 → アイドリング!!! (地上波版) (2010年4月 - 2015年3月、フジテレビ/フジテレビONE)
- BOX TV（2010年9月 - 2013年6月、アイドル専門チャンネルPigoo)※2013年1月よりメインMC担当
- GirlsNews〜アイドル (2012年4月 - 2013年3月、PigooHD・エンタ!371) - MC
- 鎧美女 (2017年1月、フジテレビONE)
- バカリズム特番（2020年6月2日（1日深夜）・10月30日、フジテレビONE）

### ドラマ
- アイドルマン (2013年2月18日 - 22日、フジテレビワンツーネクスト) - えりりん 役

配信ドラマ
- シークレットガールズ (フジテレビ見参楽) - 主演・柴崎リオ 役[注 3]
  - Season1 (2011年7月 - 2012年4月)
  - Season2 (2012年7月 - 2013年4月)

### 映画
- 原宿デニール (2015年5月16日公開、NBCユニバーサル・エンターテイメントジャパン)

### 舞台
- “STRAYDOG”『ゴジラ』(2011年9月30日 - 10月2日、新宿シアターモリエール)
- アポロ5『レプリカ』(2013年6月21日・23日、シアターサンモール) - 日替わりゲスト
- Ann & Mary Presents『Pirates of the Desert 2 〜アカツキ国の牢獄〜』(2014年10月1日、シアターグリーン BIG TREE THEATER) - 日替わりゲスト[10]

### 配信テレビ・アプリ
- 上々少女's (2012年4月11日(#12) - 25日(#14)、テレ朝動画)
- でんぱの神神
  - (2013年1月4日(#30) - 18日(#32),3月1日(#38) - 29日(#42),11月15日(#75) - 12月7日(#77)、テレ朝動画)
  - (#32 - #34、CSテレ朝チャンネル / #75 - #77、BS朝日)
- ゆうかおのそこまでゆうかぉ! (2013年12月 - 2014年5月、AmebaStudio)
- ゆうかお プレミアム放送 (2014年1月 - 5月、AmebaStudio)
- 古坂大魔王のカツアゲ! (2014年7月 - 9月・12月、AmebaStudio) - アシスタントMC
- 伊藤祐奈 プレミアム放送 (2014年7月 - 2015年3月、AmebaStudio)
- DMMオンラインサロン「アイドルプロデューサー伊藤祐奈のアイドル学園」(2017年3月 - DMM.com)
- Presents! -DMMオンラインサロン (2017年9月 - 2018年2月、FRESH! / ニコニコ生放送)
- オーディションTV (2017年11月ほか - WALLOP) - MC
- Beat The Q (2018年2月 - 4月、BuzzVideo) - MC[73]

### ラジオ
- アイドリング!!!遠藤舞と外岡えりかと長野せりなと伊藤祐奈のオールナイトニッポンモバイル (2010年5月19日 - ニッポン放送)

### CM
- バンダイ『スクモバ』『Curl C Girl』(2011年7月 - 2012年7月)

### ミュージックビデオ
- TOY SMILEY「Magical Toy Box」(2017年10月、トライクルーレコード)

### イベント
タレント時代
- スカパー!HD663ch Pigoo HD PRESENTS イベントBOX30th (2010年6月27日、 パセラリゾーツグランデ渋谷店)
- 2011年カレンダー発売記念イベント (2010年10月17日、リブロ渋谷店)[74]
- 1stトレカ『ゆうな』発売記念イベント (2011年6月4日、書泉ブックタワー)[75]
- 1st写真集『ゆうなのゆっ。』発売記念イベント (2011年9月17日、書泉ブックマート)[4]
- 1stBD『ゆうなのなっ。』発売記念イベント (2011年10月22日、タワーレコード渋谷店)[5]
- 2012年カレンダー発売記念イベント (2011年11月19日、ブックファースト新宿店)[76]
- 2ndトレカ『まるごとゆうな』発売記念イベント (2011年12月24日、書泉ブックマート)[77]
- PHOTORE[フォトレ] vol.6 伊藤祐奈 発売記念握手会 (2012年3月10日、文教堂渋谷店)[78]
- 2013年カレンダー発売記念イベント (2012年11月11日、ブックファースト新宿店)[79]
- 2014年カレンダー発売記念イベント (2013年10月13日、ブックファースト新宿店)[80]
- 1stDVD『With Yuna!!!』発売記念イベント (2013年10月26日、ソフマップアミューズメント館)[8]
- 2015年カレンダー発売記念握手会 (2014年10月25日、ブックファースト新宿店)[81]
- 2ndDVD『How are you ?』発売記念イベント (2014年12月7日、ソフマップアミューズメント館)[82]
- チョコレート展「祐奈館長と巡るチョコレート展」(2015年1月12日、グランフロント大阪北館 ナレッジキャピタルイベントラボ)[83]
- 伊藤祐奈卒業記念イベント『ゆな旅』(2015年8月15日、房総半島方面・マザー牧場・都内)

実業家時代（司会業など含む）
- UNIDOL2016-17 Winter (2017年2月16日、新木場STUDIO COAST)[84]
- アイドルLOUNGE オフイベントVol.4 (2017年2月28日、恵比寿DMM本社)
- IDOL MIX Vol.00 (2017年3月25日、秋葉原エンターテイメントカフェCypher)
- 女子高生アイドル日本一決定戦『Highdol 2017〜春休み〜』(2017年3月30日、原宿ベルエポックホール)
- IDOL Live Starring『RESET』(2017年4月16日、渋谷WWW)
- Girl's Producer's (2017年5月1日、渋谷WOMB)
- アイドリング!!!推しメンラジオ 6周年記念イベント (2017年6月26日、阿佐ヶ谷ロフト)
- Co!!ege〜スペシャル講義〜 (2017年7月8日、キャンパスプラザ京都)
- TOY SMILEY『伊藤P 生誕わがままコレクション』(2017年8月23日、原宿ストロボカフェ)
- IDOL Live Starring "RESTART" (2017年9月23日、白金高輪SELENE b2)
- アイコピ! (2018年3月ほか、原宿ベルエポックホール)
- ビーチカフェ ｢SUMMER&IDOL｣ (2018年7月2日 - 8月31日、&IDOL実行委員会) - TKMK名義[85]
  - 帰ってきた ｢ゆうかおのそこまで言うかお!!｣ （2018年8月18日、鎌倉 由比ガ浜海水浴場ビーチカフェ）
- 伊藤祐奈 生誕祭 ｢プロデューサーわがままコレクション〜23-twenty three-〜｣ （2018年8月12日、渋谷LIVE HOUSE TOGI BAR）
- 長野せりな生誕祭&芸能生活20周年記念イベント（2018年9月29日、東京ベルエポック美容専門学校 葛西校第二校舎）
- 長野せりな遅めのバースデーイベント2020（2020年11月7日、東京ベルエポック美容専門学校 葛西校第二校舎）
- YKプロジェクト
  - 〜ゆうかお〜（2019年4月7日、高円寺Club ROOTS!）
  - スベっても転んでもゴトウの日SP（2019年5月10日、都内）
  - 和紙染め（2019年5月25日、中目黒 某所）
  - 〜陶芸〜（2019年6月22日、世田谷 経堂）
  - ～YK×Acoustic～（2019年6月30日、北参道ストロボカフェ）
  - ～和食・洋食・お菓子作り～（2019年7月14日、新宿 某所）
  - ～たこ焼き～（2019年8月18日、渋谷 某所）
  - ～10月～（2019年10月19日、北参道ストロボカフェ）
  - ～クリスマスリース作り～（2019年12月1日、北参道ストロボカフェ）
  - ～クリスマス＆忘年会～（2019年12月21日、池袋 江戸川橋）
  - ～YK×KOTOBA～（2020年2月29日、北参道ストロボカフェ）
  - 1stオンライン会（2020年10月31日、ZOOM）
  - 〜約三年ぶりに帰ってきた！〜（2023年10月15日、359_ACE.LOUNGE.四谷1st）
- MUSIC SMILE PROJECT LIVE 〜マジカルツアー VOL.7〜 【鉄道の記念日 スペシャル】（2023年10月14日、日本橋PACMAN） - 後藤郁とのユニット
- 長野せりなバースデーイベント（2024年10月6日、359_ACE.LOUNGE.四谷1st）
- MUSIC SMILE PROJECT LIVE 〜マジカルツアー VOL.9〜【芦屋市 市制施行・85周年記念企画／阪神大震災 30周年祈念・能登半島地震 チャリティー・コンサート】（2025年1月5日、ルネサンス クラシックス芦屋ルナ・ホール 大ホール） - 後藤郁とのユニット

## 書籍

### 雑誌
- フリーペーパーマガジン「iDolspot 特別号」(2012年9月16日、アイドルスポット) - 責任編集長[44]

WEB版
- マイナビティーンズラボ (2017年2月 - マイナビ) - コラム連載
- CANARY（旧DMMオンラインサロン）(2017年6月 - DMM.com) - コラム連載

### カレンダー
- 伊藤祐奈 2011年度カレンダー (2010年10月、トライエックス)
- 伊藤祐奈 2012年度カレンダー (2011年10月、トライエックス)
- 伊藤祐奈 2013年度カレンダー (2012年10月、トライエックス)
- 伊藤祐奈 2014年度カレンダー (2013年10月、トライエックス)
- 伊藤祐奈 2015年度カレンダー (2014年10月4日、トライエックス)

### トレーディングカード
- ゆうな（2011年5月21日、さくら堂)
- 伊藤祐奈〜まるごとゆうな〜（2011年12月25日、ムービック)